# Параскевас Анцас
Параскевас Анцас (грец. Παρασκευάς Άντζας, нар. 18 серпня 1976, Афіни) — грецький футболіст, що грав на позиції захисника.
Виступав, зокрема, за клуб «Олімпіакос», а також національну збірну Греції.
Семиразовий чемпіон Греції. Триразовий володар Кубка Греції.

## Клубна кар'єра
У дорослому футболі дебютував 1995 року виступами за команду «Шкода Ксанті», в якій провів три сезони, взявши участь у 76 матчах чемпіонату. 
Своєю грою за цю команду привернув увагу представників тренерського штабу клубу «Олімпіакос», до складу якого приєднався 1998 року. Відіграв за клуб з Пірея наступні п'ять сезонів своєї ігрової кар'єри. За цей час п'ять разів виборював титул чемпіона Греції.
Згодом з 2003 по 2007 рік грав у складі команд «Докса Драма» та «Шкода Ксанті».
Завершив ігрову кар'єру у команді «Олімпіакос», у складі якої вже виступав раніше. Повернувся до неї 2007 року, захищав її кольори до припинення виступів на професійному рівні у 2009 році. За цей час додав до переліку своїх трофеїв ще два титули чемпіона Греції.

## Виступи за збірні
У 1998 році залучався до складу молодіжної збірної Греції.
У 1999 році дебютував в офіційних матчах у складі національної збірної Греції.
У складі збірної був учасником чемпіонату Європи 2008 року в Австрії та Швейцарії.
Загалом протягом кар'єри в національній команді, яка тривала 10 років, провів у її формі 26 матчів.

## Титули і досягнення

### Командні
- Чемпіон Греції (7):

«Олімпіакос»: 1998-1999, 1999-2000, 2000-2001, 2001-2002, 2002-2003, 2007-2008, 2008-2009
- Володар Кубка Греції (3):

«Олімпіакос»: 1998-1999, 2007-2008, 2008-2009

### Особисті
- Футболіст року в Греції: 1998